# Abondancisme
Les théories de l’abondancisme sont l'équivalent de l'économie distributive de Jacques Duboin.

## Histoire
L'abondancisme naît de la crise des années 1930, au même titre que le keynésianisme. Le terme est inventé par Jacques Duboin, économiste et député, qui écrit sur la redistribution des richesses et les voies de l'abondance. Jacques Guggenheim et Maurice Laudrain sont entre autres les fondateurs de ce mouvement. Le journaliste et militant d'extrême-gauche puis d'extrême-droite Georges Valois en est l'un des plus fervents soutiens.
Un parti éphémère, appelé Front de l'Abondance, est créé en 1936. La doctrine est perçue comme une menace potentielle par le Parti communiste français, qui écrit à son sujet dans ses Cahiers en 1949. La doctrine a en effet encore une certaine renommée durant l'immédiat après-guerre. Elle se modifie cependant avec le temps, s'écartant petit à petit de plusieurs préceptes de son fondateur. 
Un parti politique se réclamant de ces théories fut créé dans les années 1950, sous la dénomination de Rassemblement pour une économie d'abondance dans la liberté (R.E.A.L). La doctrine connaît aussi un petit succès au Québec dans les années 1950, où elle est portée par les mouvements nationalistes de gauche.

## Concept
Duboin proposait un contrat entre le citoyen et la société : le travail pour la communauté nationale serait gratuit, et le citoyen obtiendrait en échange gratuitement des biens et des services. Cet échange reposerait sur un principe de répartition du à chacun selon ses besoins.
L'abondancisme se fondait sur un optimiste fort vis-à-vis du progrès scientifique et technique. Il considérait par exemple qu'un surplus de richesse considérable pouvait être généré par la simple réorganisation des forces de production, et que le remplacement des machines permettrait la libération de tous des charges du travail,. Duboin préconisait, au rebours des politiques déflationnistes de l'époque, l'aisance et le loisir pour tous.
Cette doctrine se situe dans la lignée des doctrines opposées au libéralisme économique. Elle se construit en opposition au malthusianisme.

## Critiques
Jean-Paul Lambert écrit que « comme le marxisme orthodoxe (et comme le libéralisme économique d'ailleurs}, l'abondancisme pêche par son économicisme foncier ». L'abondancisme part en effet du postulat que la lutte entre groupes sociaux trouve son origine dans leur rapport à la matière, c'est-à-dire dans leur rapport aux conditions économiques de vie (matérialisme). 
Osiris Cecconi va dans ce sens en considérant que l'abondancisme « est qu'une idéologie qui marque l'absence ou le refus d'une insertion de l'économique comme moyen dans le social et le culturel comme fin ». 